# 가시와기 요스케
가시와기 요스케(일본어: 柏木 陽介, 1987년 12월 15일 ~ )는 일본의 축구 선수로 현재 J3리그 FC 기후에서 미드필더로 뛰고 있다.

## 구단 경력
그는 2006년부터 2023년까지 J리그의 산프레체 히로시마, 우라와 레즈, FC 기후에서 활동하였다.

## 국가대표팀 경력
그는 2007년 FIFA U-20 월드컵에 참가할 일본 U-20 국가대표팀에 발탁되었으며, 4경기에 출전했다.
2010년 AFC 아시안컵 예선에 참가할 일본 국가대표팀에 발탁되었으며, 1월 6일 예멘와의 경기에서 데뷔했다. 2011년 AFC 아시안컵에도 출전, 우승에 기여했다. 그는 2016년까지 국제 A매치 통산 11경기에 출전했다.

## 통계

### 구단
| 산프레체 히로시마      | 산프레체 히로시마 | 산프레체 히로시마 |
| 연도                   | 출전              | 득점              |
| ---------------------- | ----------------- | ----------------- |
| 2006                   | 17                | 1                 |
| 2007                   | 31                | 5                 |
| 2008                   | 31                | 4                 |
| 2009                   | 33                | 8                 |
| 우라와 레드 다이아몬즈 |                   |                   |
| 2010                   | 34                | 4                 |
| 2011                   | 31                | 5                 |
| 2012                   | 30                | 6                 |
| 2013                   | 34                | 8                 |
| 2014                   | 33                | 3                 |
| 2015                   | 34                | 5                 |
| 2016                   | 35                | 5                 |
| 2017                   | 27                | 5                 |
| 2018                   | 30                | 0                 |
| 2019                   | 17                | 1                 |
| 2020                   | 9                 | 0                 |
| 통산                   | 426               | 60                |

### 국가대표팀
| 일본 | 일본 | 일본 |
| 연도 | 출전 | 득점 |
| ---- | ---- | ---- |
| 2010 | 1    | 0    |
| 2011 | 2    | 0    |
| 2012 | 1    | 0    |
| 2013 | 0    | 0    |
| 2014 | 0    | 0    |
| 2015 | 3    | 0    |
| 2016 | 4    | 0    |
| 통산 | 11   | 0    |